# Podłęże (powiat wielicki)
Podłęże – wieś w Polsce, położona w województwie małopolskim, w powiecie wielickim, w gminie Niepołomice. Znajduje się w odległości ok. 16 km na wschód od Krakowa i ok. 2 km na zachód od Niepołomic i sąsiaduje ze Staniątkami, Zakrzowcem, Zakrzowem, Węgrzcami Wielkimi, Niepołomicami-Podgrabiem oraz z miastem Niepołomice.
Środkiem wsi biegnie droga wojewódzka nr 964 łącząca Kasinę Wielką z Biskupicami Radłowskimi, po południowej stronie przebiega autostrada A4. W Podłężu znajduje się stacja kolejowa na ważnym szlaku kolejowym 91 Kraków Główny – Medyka oraz przystanek Podgrabie Wisła przy towarowej trasie obwodnicowej odciążającej centrum Krakowa, prowadzącej z Podłęża przez Nową Hutę do Mydlnik. Niegdyś istniało również połączenie kolejowe z Niepołomicami. Przez wieś przepływa prawy dopływ Wisły – potok Podłężanka.
Miejscowość jest ośrodkiem edukacyjnym i religijnym dla pobliskich wsi z własną szkołą podstawową i kościołem parafialnym. W Podłężu działa dom kultury „Siedlisko”.
W miejscowości działa i ma siedzibę Klub Sportowy Piłkarz Podłęże założony w 1952 roku. Obecnie drużyna występuje w A Klasie podokręgu Wieliczka Małopolskiego Związku Piłki Nożnej.

## Części wsi
| SIMC    | Nazwa          | Rodzaj    |
| ------- | -------------- | --------- |
| 0328692 | Ciemna Ulica   | część wsi |
| 0328700 | Duże Pastwisko | część wsi |
| 0328717 | Małe Pastwisko | część wsi |
| 0328723 | Odrzecze       | część wsi |
| 0328730 | Ogrody         | część wsi |
| 0328746 | Piaski         | część wsi |
| 0328752 | Podstawie      | część wsi |
| 0328769 | Przedrudzie    | część wsi |
| 0328775 | Rudzica        | część wsi |

## Historia
Na terenie Podłęża odkryto osadę celtycką z III – II w. p.n.e., jedną z największych w Polsce (17 chat), z przedmiotami codziennego użytku, ozdobami oraz dwiema monetami bojskimi.
Pierwsza wzmianka o wsi pochodzi z 1242 roku (Podlanze – staropolski zapis samogłosek nosowych; od Pod Łęgiem / Przy Łęgu; gdzie Łęg to podmokła łąka, dziś Niepołomicka Strefa Inwestycyjna). Wieś Podłęże otrzymał od Benedyktynów z Tyńca kasztelan krakowski Klemens z Ruszczy, fundator klasztoru Benedyktynek w Staniątkach.
Wieś duchowna, własność Opactwa Benedyktynek w Staniątkach położona była w drugiej połowie XVI wieku w powiecie szczyrzyckim województwa krakowskiego.
W czasie okupacji niemieckiej, 2 lutego 1944, jednostki SS, Schutzpolizei oraz Gestapo, dokonały egzekucji 50 Polaków – więźniów politycznych z hitlerowskiego więzienia Montelupich w Krakowie. Egzekucja nastąpiła w odwecie za nieudany zamach na generalnego gubernatora Hansa Franka (jadącego pociągiem do Lwowa), którego dokonała Armia Krajowa 29 stycznia 1944 na torach przed wiaduktem kolejowym w pobliżu Staniątek w Puszczy Niepołomickiej. Rozkaz rozstrzelania 100 więźniów wydał Wyższy Dowódca SS i Policji, Wilhelm Koppe. Pozostałe 50 osób rozstrzelano w tym samym dniu w Dębicy.
W latach 1973–1976 miejscowość była siedzibą gminy Podłęże, a w latach 1975–1998 należała do województwa krakowskiego.

## Zabytki
Obiekty wpisane do rejestru zabytków nieruchomych województwa małopolskiego.
- Cmentarz wojenny nr 330;
- młyn wodny nr 6 - zakupiony i rozebrany w 1956-1957 celem przeniesienia do Pieskowej Skały.